# Camp Toccoa
Camp Toccoa was een trainingskamp voor paratroepers van het United States Army tijdens de Tweede Wereldoorlog. In 1938 werden er plannen voor de bouw van het kamp, acht kilometer ten westen van Toccoa in Georgia gelegen, gemaakt. Officieel werd het kamp op 14 december 1940 in gebruik genomen. Aanvankelijk werd het gebruikt door de National Guard, maar vanaf 1942 door het leger. Het droeg toen de naam "Camp General Robert Toombs", een generaal van de Confederatie.

## Tweede Wereldoorlog
In 1942 nam het leger de leiding van het kamp over. Er waren weinig gebouwen of faciliteiten aanwezig. Het personeel werd aanvankelijk ondergebracht in tenten. Met de komst van de paratroepers, begon ook het bouwen van barakken. Kolonel Robert Sink, commandant van het 506th Parachute Infantry Regiment, een van de eerste eenheden die hier in training ging, zou al vrij snel hebben verzocht om de naam te veranderen in "Camp Toccoa".
Tijdens de training in Camp Toccoa werd aanvankelijk voor sprongtrainingen uitgeweken naar het vliegveld van Toccoa. Echter, na een ongeluk met een militair vliegtuig, werden alle overige trainingen afgeblazen, omdat de landingsbaan te kort was voor een C-39 of C-47. Alle verdere sprongtrainingen zouden plaatsvinden in Fort Benning.
Het kamp had daarnaast geen schietterrein laten aanleggen, waardoor de paratroepers bijna vijftig kilometer moesten marcheren om op een militaire school in South Carolina hun schietvaardigheden te trainen. In de buurt van Camp Toccoa ligt de berg de Currahee. Paratroepers moesten als training vanuit het kamp de berg op- en afrennen.

## Na de oorlog
Aan het einde van de oorlog sloot het kamp de deuren. Tot eind jaren 40 diende het als een gevangenis, maar door diverse ontsnappingen werd besloten om het te sluiten. Vrijwel het gehele kamp werd afgebroken.

## Tegenwoordig
Sinds een aantal jaren zijn vrijwilligers bezig om Camp Toccoa op te knappen. Daarvoor hebben ze oude barakken teruggehaald en opgeknapt. Ook hebben ze Douglas C-47 staan die opgeknapt wordt. Camp Toccoa is nu een klein museum, waar zelfs overnacht kan worden.

## Band of Brothers
In aflevering 1 van de miniserie Band of Brothers wordt de opleiding van de Easy Company in Camp Toccoa uitgebeeld. 